# 豺狼座GM
豺狼座GM，又名CD-40 9243，HD 133220、SAO 225422、HR 5604，是豺狼座的一颗恒星，视星等为6.41，位于銀經328.45，銀緯15.32，其B1900.0坐标为赤經14h 58m 13.9s，赤緯-40° 15.32′ 9″。